# Arctoconopa aldrichi
Arctoconopa aldrichi (Alexander, 1924) è un insetto dell'ordine dei Ditteri, tipulomorfo della famiglia Limoniidae, sottofamiglia Chioneinae.

## Distribuzione e habitat
La specie è endemica dell'Asia nordorientale e dell'America del Nord (Canada e Stati Uniti) e ne è stata confermata la presenza nella penisola della Kamčatka, in Alaska, Yukon, Columbia Britannica e Alberta.
Gli esemplari adulti possono essere avvistati nelle zone boschive in presenza di acqua, come laghi o fiumi.